# بروميد الكالسيوم
 بروميد الكالسيوم  مركب كيميائي له الصيغة CaBr2، ويكون على شكل بلورات عديمة اللون .

## الخواص
- بلورات بروميد الكالسيوم عديمة الرائحة واللون، لكنها تتلون نتيجة التعرض الطويل للهواء فتصبح مصفرة.
- انحلالية مركب بروميد الكالسيوم جيدة في الماء، كما ينحل في المحلات العضوية مثل الميثانول والإيثانول والأسيتون.
- يؤدي التسخين المباشر للبلورات إلى تفكك المركب مع تصاعد أبخرة البروم.

## التحضير
يحضر بروميد الكالسيوم من تفاعل تعديل هيدروكسيد الكالسيوم بحمض الهيدروبروميك حسب المعادلة:
Ca(OH)2 + 2HBr → CaBr2 + H2O

## الاستخدامات
- يستخدم مركب بروميد الكالسيوم لتحضير الأوراق الحساسة للضوء وألواح التصوير.
- له تطبيق مهم كمحلول نسبته 53% وذلك كمائع معبئ Packer fluid والذي يقوم بتنظيف وسائل الحفر ويمكـِّن من تحقيق توازن في الضغط، ولحماية المعدات المعدنية من التآكل.